# Redentiner Osterspiel
Das Redentiner Osterspiel ist ein mittelniederdeutsches Mysterienspiel. Die einzige Handschrift aus dem Jahre 1464 befindet sich in der Badischen Landesbibliothek in Karlsruhe.

## Aufbau und Inhalt
Die volkssprachliche comoedia de Christi passione et resurrectione schließt sich an eine Osterpredigt an, in der der auferstandene Christus in fünffacher Weise mit der Sonne verglichen wird. Es ist denkbar, dass die Predigt ein integraler Teil der Aufführung des Spiels war.
Das Spiel selbst ist ein handlungsreiches Drama, das sich in drei große Handlungsabschnitte auf zwei Ebenen gliedert. Es beschreibt das Geschehen zwischen Karfreitag und Ostern als Höllenfahrt Christi und seinen Sieg über Teufel und Tod.
Die Teufelsszenen des Redentiner Osterspiels sind von auffallender Ausgestaltung und dichterischer Qualität. In ihnen ist das, was in anderen christlichen Osterspielen im Haupttext thematisiert und zitiert wurde, bereits atmosphärisch realisiert. Mit Hilfe von inhaltlichen Ergänzungen, die sich in Techniken wie der Individualisierung der Hauptfiguren, dem Spiel mit divergierender Informiertheit und der Figurenkonstellation zeigen, vollzieht sich die Dramatisierung des Antagonismus von Gott und Teufel.

## Entstehung
Nach dem Schreibervermerk wurde die Niederschrift 1464 in Redentin (heute Ortsteil von Krusenhagen), einem zum Zisterzienser-Kloster Doberan gehörenden Hof bei Wismar, angefertigt. Die frühere Vermutung, die Carl Schröder bei seiner Ausgabe 1898 äußerte, dass der Redentiner Hofmeister, der Zisterziensermönch Peter Kalff, der Verfasser sei, wird heute weitgehend abgelehnt.
Es ist die Ansicht einer neueren Untersuchung, dass das Stück in engem Zusammenhang mit dem 1463 gemalten Lübecker Totentanz zu sehen ist und vermutlich auch in Lübeck entstanden ist, Textbezüge auf den Totentanz innerhalb der Teufelsszene unterstützen dies, so wie auch Verweise auf Lübeck innerhalb des Osterspiels und direkte Übereinstimmungen der Rede des Conclusors mit der Rede des Predigers im Totentanz.
Für eine gegenteilige Ansicht spricht die Tatsache, dass die Schrift aufgrund der häufigen Verwendung viel Schaden zugefügt wurde, was darauf hindeuten könnte, dass es sich eher um einen Lesetext handelt, als um einen Spieltext. Des Weiteren sind zwar formelle Ähnlichkeiten zwischen dem Lübecker Totentanz und dem Redentiner Osterspiel vorhanden, diese können auch als zu allgemein angesehen werden, als dass der Schluss, es handele sich hier um einen direkten Einfluss, sinnvoll wäre.
Neben den Versen 7–10 des 24. Psalms und der zweistrophigen Antiphon Canticum triumphale ist das apokryphe Nikodemusevangelium die Hauptquelle dieses christlichen Osterspiels.

## Überlieferung
Das Redentiner Osterspiel ist in einer einzigen Handschrift überliefert, die 1786 in Helmstedt für die damalige Markgräflich Badische Hofbibliothek erworben wurde, und zwar bei der Auktion der Bibliothek von Anton Julius von der Hardt, die auch Bücher und Manuskripte aus der Bibliothek seines Onkels Hermann von der Hardt umfasste. Sie gehört heute zum Bestand der Badischen Landesbibliothek in Karlsruhe (Cod. K 369).
Im Jahr 1922 wurde eine seinerzeit weit beachtete Aufführung in der Balver Höhle gegeben, in der Bearbeitung von Franz Hoffmeister. Anlass war die Gründungsveranstaltung des Sauerländer Heimatbundes (siehe Festspiele Balver Höhle). Nachdem das Spiel seitdem vornehmlich nur als Sprachdenkmal Beachtung gefunden hatte, wurde es im Jahre 2000 aus Anlass eines Kolloquiums von Studierenden der Katholischen Universität Löwen wieder auf die Bühne gebracht und mit großem Erfolg in Löwen und Wismar aufgeführt.
Das Spiel wird jedes Jahr im Rahmen der Osterliturgie in Gemeinden der anthroposophischen Christengemeinschaft aufgeführt.

## Hörspiel
1951 entstand beim NWDR Hamburg eine Hörspielfassung des Schauspiels unter dem Titel Dat Redentiner Osterspill. Die Funkbearbeitung  übernahm Willy Krogmann. Die Regie führte Hans Freundt. Das noch erhaltene Tondokument hat eine Abspieldauer von 43’18 Minuten. Die Erstausstrahlung fand am 6. April 1951 beim NWDR statt.
Mitwirkende: Heinz Lanker (Jesus), Erwin Wirschaz (Michael), Heinz Ladiges (Gabriel/David), Günther Dockerill (Raphael/Seth) Hartwig Sievers (Uriel/Luzifer), Willi Essmann (Satan/Sampson), Heini Kaufeld (Naptor/Knapp), Günther Siegmund (Puck), Günter Jansen (Krummenmat), Hans Mahler (Hann), Magda Bäumken (Eva), Willem Fricke (Abel), Ludwig Meybert (Jesaias), Otto Thiermann (Simeon), Walther Bullerdiek (Johannes), Otto Schröder (Röver), Heinz Piper (Pilatus), Rudolf Beiswanger (Salomon), Walter Bockmayer (Thamar), Georg Pahl (Sadoch), Otto Lüthje (Hannas), Walter Scherau (Levi) und Heinz Roggenkamp (Nachtwächter).
Komponist und Dirigent: Otto Tenne
Musiker: Gerhard Gregor (Orgel) und Chor

### Editionen
- Albert Freybe: Das Meklenburger Osterspiel vollendet im J. 1464 zu Redentin übertragen und behandelt. Kühtmann, Bremen 1874 (Neuhochdeutsche Übertragung; Digitalisat).
- Redentiner Osterspiel (= Niederdeutsche Denkmäler. 5, ZDB-ID 504242-2). Nebst Einleitung und Anmerkungen von Carl Schröder. Norden und Leipzig 1893, (Digitalisat).
- Peter Kalff: Dat öllste Mäkelbörger Osterspill. Dat schräben is in dat Johr 1464. Ut dei olle Sassensprak in uns’ hütiges Mäkelbörger Platt öwerdragen von Gustav Struck. Behrend & Boldt, Rostock 1920, (Digitalisat).
- Peter Kalff: Dat Redentiner Osterspill von 1464. Ut de mittelnedderdütsche Sprak in Mäkelbörger Platt oewerdragen un för de Upführung trechtmakt von Ernst Boldt. Musik von Friedrich Siems. Eberhardt, Wismar 1928.
- Das Redentiner Osterspiel. Herausgegeben und übersetzt von Hartmut Wittkowsky. Urachhaus, Stuttgart 1975, ISBN 3-87838-189-1.
- Dat Osterspeel vun Redentin. Ut dat Middelnedderdüütsche öwersett vun Dieter Andresen. Musikalische Einrichtung: Hildegard Schoppmeier. Westholsteinische Verlags-Anstalt Boyens, Heide 1991, ISBN 3-8042-0545-3 (Übertragung ins Neuniederdeutsche).
- Das Redentiner Osterspiel. Mittelniederdeutsch und neuhochdeutsch (= Universal-Bibliothek. 9744/9747). Übersetzt und kommentiert von Brigitta Schottmann. Reclam, Stuttgart 1986, ISBN 3-15-009744-4.

### Studien
- Maike Claußnitzer: Sub specie aeternitatis. Studien zum Verhältnis von historischer Situation und Heilsgeschichte im Redentiner Osterspiel (= Mikrokosmos. 75). Lang, Frankfurt am Main u. a. 2007, ISBN 978-3-631-56485-1 (Zugleich: Hamburg, Universität, Dissertation, 2006).
- Maike Claußnitzer, Hartmut Freytag, Susanne Warda: Das Redentiner – ein Lübecker Osterspiel. Über das Redentiner Osterspiel von 1464 und den Totentanz in der Marienkirche in Lübeck von 1463. In: Zeitschrift für deutsches Altertum und deutsche Literatur. Band 132, Heft 2, 2003, S. 189–238, JSTOR:20658221.
- Isabel Grübel: Die Hierarchie der Teufel. Studien zum christlichen Teufelsbild und zur Allegorisierung des Bösen in Theologie, Literatur und Kunst zwischen Frühmittelalter und Gegenreformation (= Kulturgeschichtliche Forschungen. 13). tuduv, München 1991, ISBN 3-88073-412-7 (Zugleich: München, Universität, Dissertation, 1991).
- Lothar Humburg: Die Stellung des Redentiner Osterspiels in der Tradition des mittelalterlichen geistlichen Schauspiels (= Verein für niederdeutsche Sprachforschung. Forschungen. Neue Folge, Reihe B: Sprache und Schrifttum. 6, ISSN 0505-2769). Wachholtz, Neumünster 1966.
- Hansjürgen Linke: Die Teufelsszenen des Redentiner Osterspiels. In: Jahrbuch des Vereins für niederdeutsche Sprachforschung. Band 90, 1967, ISSN 0083-5617, S. 89–105.
- Ute Obhof: Kodikologische und provenienzgeschichtliche Untersuchungen zur Handschrift des ‘Redentiner Osterspiels’. Badische Landesbibliothek, Karlsruhe, Cod. K(arlsruhe) 369. In: Leuvense bijdragen. Band 90, 2001, ISSN 0024-1482, S. 1–10.
- Hellmut Rosenfeld: Das Redentiner Osterspiel – ein Lübecker Osterspiel! In: Beiträge zur Geschichte der deutschen Sprache und Literatur. Band 74, 1952, S. 485–491, doi:10.1515/bgsl.1952.1952.74.485.
- Elke Ukena-Brest: Homud heft us duvele senket in afgrunde. Superbia, Teufel und Hölle im Redentiner Osterspiel. In: Leuvense bijdragen. Band 90, 2001, S. 181–214.